# Număr piramidal hexagonal
Un număr piramidal hexagonal este un număr figurativ care dă numărul de obiecte dintr-o piramidă cu o bază hexagonală. Cel de al n-lea număr piramidal hexagonal este egal cu suma primelor n numere hexagonale.
Primele numere piramidale hexagonale sunt:
1, 7, 22, 50, 95, 161, 252, 372, 525, 715, 946, 1222, 1547, 1925, 2360, 2856, 3417, 4047, 4750, 5530, 6391, 7337, 8372, 9500, 10725, 12051, 13482, 15022, 16675, 18445, 20336, 22352, 24497, 26775, 29190, 31746, 34447, 37297, 40300

## Formulă
Formula pentru al n-lea număr piramidal hexagonal este:
{\displaystyle {\frac {n(n+1)(4n-1)}{6}}.}
Al n-lea număr piramidal hexagonal este suma dintre al n-lea număr piramidal pentagonal și al n–1-lea număr tetraedric.
Funcția generatoare a numerelor piramidale pentagonale este:
{\displaystyle {\frac {x(3x+1)}{(x-1)^{4}}}.}

## Șiruri înrudite cu numerele hexagonale piramidale
- Șirul numerelor hexagonale piramidale impare, primii 10 termeni fiind:[4]

1, 7, 95, 161, 525, 715, 1547, 1925, 3417, 4047
având pătratele:
1, 49, 9025, 25921, 275625, 511225, 2393209, 3705625, 11675889, 16378209
- Șirul numerelor pentagonale piramidale pare, primii 10 termeni fiind:[6]

22, 50, 252, 372, 946, 1222, 2360, 2856, 4750, 5530
având pătratele: 
484, 2500, 63504, 138384, 894916, 1493284, 5569600, 8156736, 22562500, 30580900